# Eugenio Cefis
Eugenio Cefis (né le 21 juillet 1921 à Cividale del Friuli et mort le 28 mai 2004  à Lugano) est un entrepreneur italien, conseiller de l'AGIP, président de l'ENI ainsi que président de Montedison.

## Biographie
Eugenio Cefis rencontre Enrico Mattei dans la résistance antifasciste.
Après la fin de la guerre, Mattei, devenu PDG d'Eni, en fait son second.
Mattei écarte Cefis de l'entreprise, mais meurt en 1962 dans un accident d'avion. Face à Graziano Verzotto, favorable à la poursuite des alliances,  Cefis revient alors à Eni comme vice-président, puis président à partir de 1967.
En 1963 il est décoré du titre de Cavaliere di Gran Croce, la plus haute décoration de la Repubblica italiana.
Des théories suggèrent que la mort de Pier Paolo Pasolini serait liée à son roman Pétrole, où il dévoilait les coulisses de la mort de l'industriel Enrico Mattei, qui aurait pu être assassiné sur l'ordre de son successeur Eugenio Cefis, dans le contexte de la stratégie de la tension, qui aurait pu favoriser, entre les affrontements entre extrême gauche et extrême droite, l'avènement d'une dictature (ce que Pasolini aurait raconté dans le chapitre « Lumières sur l'ENI » du roman qui n'a, soit jamais été écrit, soit jamais été retrouvé).
Eugenio Cefis a été membre de la Loge P2 dont il aurait été le fondateur. De nombreux soupçons pèsent sur son action politique occulte.